# Justia
Justia, anteriormente FindLaw, es un sitio web especializado en la recuperación y recolección de información legal. Fue fundado en 2003 por los abogados estadounidenses Timothy James Stanley y Stacy Lynn Stern. Es una de las más grandes bases de datos en línea de casos legales. La compañía tiene su sede central en Mountain View, California, Estados Unidos y un centro global de operaciones en Saltillo, Coahuila, México así como oficinas en San Francisco, San José y Walnut Creek en el mismo estado estadounidense de California. El sitio web ofrece leyes, códigos, jurisprudencias, resúmenes de opinión y otros textos jurídicos básicos de manera gratuita, con servicios de paga para acceder a su directorio de abogados y alojamiento web. También cuenta con varias páginas web en español con repositorios legales dedicadas al derecho de países como México, Colombia, Argentina, Venezuela, Chile, Cuba, Guatemala, Nicaragua, Perú, Bolivia, Panamá, Paraguay entre otros.
En 2007, el New York Times reportó que Justia estaba invirtiendo alrededor de $10,000 USD mensuales para copiar documentos de la Corte Suprema de los Estados Unidos y publicarlos en internet para que estuvieran disponibles al público sin tener que pagar tasas.